# So Well Remembered
So Well Remembered is een Britse dramafilm uit 1947 onder regie van Edward Dmytryk. De film is gebaseerd op de gelijknamige roman uit 1945 van Britse auteur James Hilton. De film werd destijds in Nederland uitgebracht onder de titel Terugblik.

## Verhaal
Op de dag dat de Tweede Wereldoorlog eindigt overschouwt raadslid Boswell de afgelopen 26 jaar van zijn leven.

## Rolverdeling
| Acteur            | Personage               |
| ----------------- | ----------------------- |
| John Mills        | George Boswell          |
| Martha Scott      | Olivia Channing Boswell |
| Trevor Howard     | Dr. Richard Whiteside   |
| Patricia Roc      | Julie Morgan            |
| Richard Carlson   | Charles Winslow         |
| Reginald Tate     | Trevor Mangin           |
| Beatrice Varley   | Annie                   |
| Frederick Leister | John Channing           |
| Ivor Barnard      | Spivey                  |